# Blende (Mineralogie)
Blende ist ein in der Mineralogie seit dem 16. Jahrhundert belegter Bergmannsbegriff für Mineralien und Erze, die aufgrund ihres Gewichts und Glanzes einen hohen Metallgehalt vermuten ließen, der aber wegen der damaligen Analyse- und Verhüttungstechniken nicht gewinnbar war.

„Blende, ist eine glintzernde Berg-Art, schwartz und auch gelb, so kein Metall führet, und offt den Bergmann blendet und betrügt.“

Auch als die „Blende“ als Zinkerz erkannt war, wurde der Begriff Zinkblende (Sphalerit) beibehalten.
Andere entsprechende Mineralien sind beispielsweise Pechblende (Uraninit), Schalenblende und Manganblende (Alabandin).